# نادي السلام زغرتا
نادي السلام زغرتا لكرة القدم (المعروف باسم السلام زغرتا أو السلام)، هو نادٍ لكرة القدم مقره زغرتا، لبنان. يلعب في الدوري اللبناني الممتاز.تأسس النادي عام 1933 باسم السلام الأشرفية، وفي عام 1971 تغير اسمه ليصبح السلام زغرتا.
ينتمي أنصارالنادي بشكل رئيسي إلى منطقة زغرتا وأقضية أخرى في شمال لبنان. ألوان النادي هي الأحمر والأسود. في عام 2014 فاز بكأس الاتحاد اللبناني لكرة القدم، وهو اللقب الوحيد الذي حصل عليه حتى الآن.

## الإنجازات

### كأس لبنان
- البطل (مرة واحدة): 2013- 14.

### الدوري اللبناني الدرجة الثانية
- البطل (6 مرات): 1933–34، 1936–37، 1997–98، 2004–05، 2007–08، 2012–13 (المجموعة الأولى).

### كأس الاتحاد اللبناني
- المركز الثاني (مرة واحدة): 1999.

### كأس التحدي اللبناني
- المركز الثاني (مرتين): 2016، 2019.

### كأس السوبر اللبناني
- المركز الثاني (مرة واحدة): 2014.